# Gioacchino Armano
Gioacchino Armano (* 15. Dezember 1883 in La Spezia, Italien; † 11. Dezember 1965 ebenda) war ein italienischer Fußballspieler.

## Karriere
Gioacchino Armano gehörte 1897 zusammen mit seinem jüngeren Bruder Alfredo zu der Gruppe von 13 Schülern des Turiner Massimo-d’Azeglio-Gymnasiums, die am 1. November 1897 den Fußballverein Juventus Turin gründete. In vielen Statistiken taucht er zur besseren Unterscheidung auch als Armano I auf, da sein kleiner Bruder Alfredo von 1902 bis 1903 ebenfalls für Juventus spielte.
Ab 1900 nahm Armano mit Juventus an der italienischen Fußballmeisterschaft teil. 1903 und 1904 stand er mit seinem Verein im Finale der Meisterschaft gegen den CFC Genua. In ersterem war er tragischer Held, als er mit einem Eigentor zum 0:3 traf. 1905 bildete er zusammen mit Oreste Mazzia die Abwehr der Juve und gewann mit dem Turiner Verein in einer Finalrunde noch vor dem CFC Genua den ersten Meistertitel der Vereinsgeschichte. Auch 1906 wäre er mit Juventus fast Meister geworden, wurde jedoch nach kontroversen Entscheidungsspielen gegen den AC Mailand nur Zweiter. 1907 scheiterte er nach einer langen Erfolgswelle mit Juventus Turin bereits in den regionalen Ausscheidungsspielen gegen den Lokalrivalen FC Turin.
Bis 1907 absolvierte Gioacchino Armano insgesamt 22 Meisterschaftsspiele für Juventus und erzielte dabei zwei Tore.
Zwischen 1915 und 1918, als wegen des Ersten Weltkrieges kein offizieller Spielbetrieb stattfand, bildete Gioacchino Armano zusammen mit Fernando Nizza und Sandro Zambelli ein Komitee, das anstatt eines offiziellen Präsidenten die Geschicke von Juventus Turin leitete.

## Erfolge
- Italienische Meisterschaft: 1905
- Italienischer Vizemeister: 1903, 1904, 1906

## Verweise